# Provinca Duarte
Duarte (španska izgovarjava: [ˈdwarte]) je provinca Dominikanske republike. Poimenovana je po Juanu Pablu Duarteju, ustanovitelju Dominikanske republike.
Prvič je kot okrožje pod imenom Distrito Pacificador zaživela že leta 1896, po Ustavi pa se je leta 1907 spremenila v provinco. Leta 1925 je prevzela svoje sedanje ime.

## Geografija
Provinca skupno obsega 1,605.35 km², kar je 3,3 % velikosti Dominikanske republike in skupno 13. največji delež med provincami države. 
Na severu meji na province María Trinidad Sánchez, Espaillat in Samaná; s slednjo tudi na vzhodu; na jugu s provincama Monte Plata in Sánchez Ramírez ter na zahodu s provincama Hermanas Mirabal in La Vega.

## Občine in občinski okraji
Provinca je bila 20. junija 2006 razdeljena na naslednje občine in občinske okraje (D.M.-je):
- San Francisco de Macorís, glavno mesto province
  - Cenoví (D.M.)
  - Jaya (D.M.)
  - La Peña (D.M.)
  - Presidente Don Antonio Guzmán Fernández (D.M.)
- Arenoso
  - El Aguacate (D.M.)
  - Las Coles (D.M.)
- Castillo
- Eugenio María de Hostos
  - Sabana Grande (D.M.)
- Las Guáranas
- Pimentel
- Villa Riva
  - Agua Santa del Yuna (D.M.)
  - Barraquito (D.M.)
  - Cristo Rey de Guaraguao (D.M.)
  - Guáranas Arriba (D.M.)

Spodnja tabela prikazuje števila prebivalstev občin in občinskih okrajev iz popisa prebivalstva leta 2012. Mestno prebivalstvo vključuje prebivalce sedežev občin/občinskih okrajev, podeželsko prebivalstvo pa prebivalce okrožij (Secciones) in sosesk (Parajes) zunaj okrožij.
| Občina                   | Skupno prebivalstvo | Mestno prebivalstvo | Podeželsko prebivalstvo |
| ------------------------ | ------------------- | ------------------- | ----------------------- |
| Arenoso                  | 17.589              | 5.989               | 11.600                  |
| Castillo                 | 20.258              | 8.965               | 11.293                  |
| Eugenio Maria de Hostos  | 14.598              | 7.443               | 7.155                   |
| Las Guáranas             | 19.969              | 9.985               | 9.984                   |
| Pimentel                 | 35.989              | 25.400              | 10.589                  |
| San Francisco de Macorís | 245.397             | 173.033             | 72.364                  |
| Villa Riva               | 30.989              | 9.635               | 21.354                  |
| Provinca Duarte          | 384.789             | 240.450             | 144.339                 |

Za celoten seznam občin in občinskih okrajev države, glej Seznam občin Dominikanske republike.  